# Liste des musées de Lot-et-Garonne
Cette page recense les différents musées de Lot-et-Garonne.

## Agen
- Musée des Beaux-Arts d'Agen (Musée de France)

## Aiguillon
- Musée Raoul-Dastrac

## Clairac
- Musée du Train (musée définitivement fermé depuis 2006)
- Musée d'automates (musée définitivement fermé depuis 2006)[1]

## Francescas
- Musée de la boîte ancienne en fer blanc

## Granges-sur-Lot
- Musée du pruneau[2]

## Laroque-Timbaut
- Musée Gertrude-Schoen

## Marmande
- Musée municipal Albert Marzelles (Musée de France)

## Mézin
- Musée du liège et du bouchon (Musée de France)

## Monflanquin
- Musée des bastides

## Nérac
- Château-musée Henri IV (Musée de France)

## Saint-Avit
- Musée de céramique Bernard Palissy

## Saint-Sever
- Musée archéologique (Musée de Gajac)

## Sainte-Bazeille
- Musée archéologique André-Larroderie

## Sauveterre-la-Lémance
- Musée de préhistoire Laurent Coulonges (Musée de France)

## Villeneuve-sur-Lot
- Musée de la vallée du Lot
- Musée archéologique d'Eysses
- Musée de Gajac (Musée de France)